# 鳥取県の灯台一覧
鳥取県の灯台一覧（とっとりけんのとうだいいちらん）は、鳥取県にある灯台及び、照射灯、灯標、等の光波標識をまとめた一覧である。

## 灯台
- 境港去ルガ鼻灯台 境港第1区（去ルガ鼻）
- 酒津灯台 鳥取県鳥取市（酒津）
- 大羽尾灯台 鳥取県岩美郡岩美町
- 長尾鼻灯台 鳥取県鳥取市（長尾鼻）
- 鳥取港灯台 鳥取県鳥取港（鳥ヶ島）
- 田後港鵜島灯台 鳥取県田後港（鵜島）
- 田後灯台 鳥取県田後港（松島）
- 泊灯台 鳥取県東伯郡湯梨浜町（泊）
- 網代埼灯台 鳥取県岩美郡岩美町（網代埼の東方約350メートル）

## 防波堤灯台
- 安来港南防波堤灯台 鳥取県安来港（南防波堤外端）
- 夏泊港防波堤灯台 鳥取県鳥取市（夏泊港防波堤外端）
- 夏泊港北防波堤灯台 鳥取県鳥取市（夏泊港北防波堤外端）
- 皆生港北防波堤灯台 鳥取県米子市（皆生港北防波堤外端）
- 岩戸港北防波堤灯台 鳥取県鳥取市（岩戸港北防波堤外端）
- 久手港西防波堤灯台 鳥取県久手港（西防波堤外端）
- 境港第二防波堤北灯台 境港第2区（第二防波堤北端）
- 境港竹内南東防波堤灯台 境港第2区（竹内南東防波堤外端）
- 境港中野1号防波堤灯台 境港第2区（中野1号防波堤外端）
- 境港中野東防波堤灯台 境港第2区（中野東防波堤外端）
- 境港防波堤灯台 境港第1区（境港防波堤外端）
- 御崎港北防波堤灯台 鳥取県西伯郡大山町（御崎港北防波堤外端）
- 御埼港防波堤灯台 鳥取県西伯郡中山町（御埼港防波堤外端）
- 御来屋港沖防波堤灯台 鳥取県西伯郡大山町（御来屋港沖防波堤外端）
- 御来屋港西防波堤灯台 鳥取県西伯郡名和町（御来屋港西防波堤外端）
- 崎津港防波堤灯台 鳥取県米子市（崎津港防波堤外端）
- 酒津港東3号防波堤灯台 鳥取県鳥取市（酒津港東3号防波堤外端）
- 赤碕港沖防波堤灯台 鳥取県赤碕港（沖防波堤東端）
- 赤碕港東防波堤灯台 鳥取県赤碕港（東防波堤外端）
- 船磯港第二東防波堤灯台 鳥取県鳥取市（船磯港第二東防波堤外端）
- 船磯港東防波堤灯台 鳥取県鳥取市（船磯港東防波堤外端）
- 長和瀬港東防波堤灯台 鳥取県鳥取市（長和瀬港東防波堤外端）
- 長和瀬港防波堤灯台 鳥取県鳥取市（長和瀬港防波堤外端）
- 鳥取港第一防波堤東灯台 鳥取県鳥取港（第一防波堤東端）
- 鳥取港第三防波堤東灯台 鳥取県鳥取港（第三防波堤外端）
- 鳥取港第三防波堤灯台 鳥取県鳥取港（第三防波堤外端）
- 鳥取港第二防波堤東灯台 鳥取県鳥取港（第二防波堤外端）
- 鳥取港第二防波堤灯台 鳥取県鳥取港（第二防波堤外端）
- 田後港第五防波堤灯台 鳥取県田後港（第五防波堤外端）
- 泊港沖防波堤西灯台 鳥取県東伯郡湯梨浜町（泊港沖防波堤西端）
- 泊港西防波堤灯台 鳥取県東伯郡湯梨浜町（泊港西防波堤外端）
- 泊港第三西防波堤灯台 鳥取県東伯郡湯梨浜町（泊港第三西防波堤外端）
- 泊港東防波堤灯台 鳥取県東伯郡湯梨浜町（泊港東防波堤外端）
- 泊港北防波堤灯台 鳥取県東伯郡湯梨浜町（泊港北防波堤外端）
- 米子港防波堤灯台 鳥取県米子港（防波堤外端）
- 網代港第一防波堤灯台 鳥取県網代港（第一防波堤外端）
- 網代港第二防波堤灯台 鳥取県網代港（第二防波堤外端）
- 網代港南防波堤灯台 鳥取県網代港（南防波堤外端）
- 淀江港沖防波堤灯台 鳥取県米子市（淀江港沖防波堤外端）
- 淀江港北防波堤灯台 鳥取県米子市（淀江港北防波堤外端）

## 照射灯
- 酒津港東3号防波堤西方照射灯 鳥取県鳥取市（酒津港東3号防波堤灯台）
- 瀬崎シャグリ照射灯 鳥取県八束郡島根町（瀬崎）
- 泊北西方照射灯 鳥取県東伯郡湯梨浜町（泊灯台）

## 灯浮標
- 安来港灯浮標 鳥取県安来港（亀島灯台の南南西方約360メートル）
- 境港外江灯浮標 境港第3区（境港去ルガ鼻灯台の南東方約240メートル）
- 境港去ルガ鼻灯浮標 境港第1区（去ルガ鼻）
- 境港境水道第2号灯浮標 境港第1区内（境港防波堤灯台の北北東方約300メートル)
- 境港境水道第4号灯浮標 境港第2区（境港防波堤灯台の西方約810メートル）
- 境港境水道第6号灯浮標 境港第1区（鮫島の南方約70メートル）
- 境港坂浦鼻沖灯浮標 境港第1区（境港指向灯の西方約1.6キロメートル）
- 境港出船鼻東方灯浮標 境港第1区（境港去ルガ鼻灯台の北東方約1.0キロメートル）
- 境港第1号灯浮標 境港第2区内（境港防波堤灯台の東方約870メートル)
- 境港第2号灯浮標 境港内（境港防波堤灯台の東北東方約1.0キロメートル）
- 境港中浦こう門南口第1号灯浮標 境港第3区内（渡島の東北東方約2.0キロメートル）
- 境港中浦こう門南口第2号灯浮標 境港第3区内（渡島の東北東方約1.7キロメートル）
- 境港入道礁灯浮標 境港第1区内（境港去ルガ鼻灯台の北東方約1.7キロメートル）
- 境港北国倒シ灯浮標 境港内（境港指向灯の西方約2.1キロメートル）

## 指向灯
- 境港指向灯 境港（入船町岸壁）

## 橋梁灯
- 境水道大橋橋梁灯（C1灯） 境港内（境港防波堤灯台の西方約2.5キロメートル）
- 境水道大橋橋梁灯（C2灯） 境港内（境港防波堤灯台の西方約2.5キロメートル）
- 境水道大橋橋梁灯（L1灯） 境水道大橋橋梁灯（C1灯）の南南東方約80メートル
- 境水道大橋橋梁灯（L2灯） 境水道大橋橋梁灯（C2灯）の南南東方約80メートル
- 境水道大橋橋梁灯（R1灯） 境水道大橋橋梁灯（C1灯）の北北西方約80メートル
- 境水道大橋橋梁灯（R2灯） 境水道大橋橋梁灯（C2灯）の北北西方約80メートル
- 江島大橋橋梁灯（C1灯） 境港第3区（境港去ルガ鼻灯台の南方約1.3キロメートル）
- 江島大橋橋梁灯（C2灯） 境港第3区（境港去ルガ鼻灯台の南方約1.3キロメートル）
- 江島大橋橋梁灯（L1灯） 江島大橋橋梁灯（C1灯）の東北東方約65メートル
- 江島大橋橋梁灯（L2灯） 江島大橋橋梁灯（C2灯）の東北東方約65メートル
- 江島大橋橋梁灯（R1灯） 江島大橋橋梁灯（C1灯）の西南西方約65メートル
- 江島大橋橋梁灯（R2灯） 江島大橋橋梁灯（C2灯）の西南西方約65メートル

## 橋梁標
- 境水道大橋橋梁標（C1標） 境港第1区（境港指向灯の東北東方約480メートル）
- 境水道大橋橋梁標（C2標） 境港第1区（境水道大橋西側面中央）
- 境水道大橋橋梁標（L1標） 境水道大橋橋梁標（C1標）の南南東方約85メートル
- 境水道大橋橋梁標（L2標） 境水道大橋橋梁標（C2標）の南南東方約85メートル
- 境水道大橋橋梁標（R1標） 境水道大橋橋梁標（C1標）の北北西方約77メートル
- 境水道大橋橋梁標（R2標） 境水道大橋橋梁標（C2標）の北北西方約77メートル
- 江島大橋橋梁標（C1標） 境港第3区（境港去ルガ鼻灯台の南方約1.3キロメートル）
- 江島大橋橋梁標（C2標） 境港第3区（境港去ルガ鼻灯台の南方約1.3キロメートル）
- 江島大橋橋梁標（L1標） 江島大橋橋梁標（C1標）の東北東方約65メートル
- 江島大橋橋梁標（L2標） 江島大橋橋梁標（C2標）の東北東方約65メートル
- 江島大橋橋梁標（R1標） 江島大橋橋梁標（C1標）の西南西方約65メートル
- 江島大橋橋梁標（R2標） 江島大橋橋梁標（C2標）の西南西方約65メートル